# Goragondanahalli, Tiptur
Goragondanahalli là một làng thuộc tehsil Tiptur, huyện Tumkur, bang Karnataka, Ấn Độ.